# Josef Ristl
Josef Ristl byl rakouský mlynář a politik, v letech 1878 – 1884 poslanec Moravského zemského sněmu.

## Životopis
Narodil se do významné jihomoravské mlynářské rodiny, která vlastnila mlýn v Drnholci a také jeden z nejvýznamnějších velkomlýnů v Micmanicích. V moravských zemských volbách 1878 porazil v národně homogenním venkovském volebním obvodu tvořeném okresy Mikulov a Moravský Krumlov svého stranického kolegu Franze Esingera, když získal asi dvě třetiny všech hlasů. Ristla totiž Češi vnímali jako konzervativce – sliboval jim totiž zastupování i českých zájmů. Na sněmu nebyl příliš aktivní, zabýval se jen otázkou regulace Dyje a silnicemi. Přestože se dalších voleb v roce 1884 neúčastnil, jeden volič pro něj hlasoval.